# Willi Münch-Khe
Pour les articles homonymes, voir Münch.
Willi Münch-Khe (né Heinrich Eduard Wilhelm Münch le 19 janvier 1885 à Karlsruhe et mort le 29 décembre 1960 dans la même ville) est un peintre, graveur, modeleur de porcelaine et de céramique et artisan allemand. Il change plus tard de nom : pour éviter toute confusion avec un peintre nommé Willi Münch-München et pour honorer sa ville natale, il ajoute Khe.

## Biographie
Fils d'un fonctionnaire de la poste, il suit une formation de peintre verrier et étudie à l'académie locale. À partir de 1908, il travaille comme professeur de dessin à l'École des arts et métiers de cette ville. En 1909, il devient maître-élève de Hans Thoma. La même année, il réalise ses premiers projets de céramique pour la manufacture d'État de majolique de Karlsruhe (de). Cette collaboration prend fin en 1915.
Entre 1914 et 1924, il travaille également pour la Manufacture royale de porcelaine de Meissen. À partir de 1929, il vit à Leipzig, puis à Berlin à partir de 1934.
Dans les années 1930, il travaille également en tant qu'indépendant pour la société Rosenthal, pour laquelle il conçoit un service en porcelaine et des figurines d'animaux. À partir de 1939, il dirige son propre atelier à Hegau au bord du lac de Constance.
Dans l'après-guerre, il vit en Argentine de 1949 à 1953. À partir de 1953, il crée à nouveau des projets pour la manufacture de porcelaine de Meissen, ainsi que pour Villeroy & Boch et Hutschenreuther.
Il meurt à l'aube le 29 décembre 1960 à la suite d'une crise cardiaque.